# Večerníček
Večerníček es un programa de televisión para los niños de Checoslovaquia producido por la 
Televisión checa. Dura 10 minutos y se ha televisado por más de 60 años. Hoy en día se pone a las 18:45, cuando los niños deberían acostarse. Una serie normalmente tiene 10 – 20 episodios. La forma nunca ha cambiado y eso lo hace una parte de la cultura.
El símbolo es el pequeño chico Večerníček con una gorra de papel.

## Historia
Por primera vez aparecía en las pantallas el domingo 2 de enero de 1965 cuando se ponía el cuento El chico y la cometa pero para poder sintonizarlo los espectadores tuvieron que esperar hasta agosto del mismo año. El predecesor de Večerníček era El espejo de plata que la Televisión checa comenzó a poner en 1963. Desde el 2 de enero de 1965 Večerníček se ha hecho un programa que se ponía regularmente en domingo.
El artista Milan Nápravník fue el primer creador y dramaturgo. Desde 1973 se pone en color y desde el mismo año se teletransmite diariamente. 
Las series más famosos son El topo, El bandido Rumcajs (O loupežníku Rumcajsovi), Las leyendas del musgo y el helecho (Pohádky z mechu a kapradí), Pat y Mat (Pat a Mat), Bob y Bobek (Bob a Bobek), Leyendas de Montes Gigantes (Krkonošské pohádky) o Mach y Šebestová (Mach a Šebestová).
De los programas extranjeros se ponían Tip y Tap (Tip a Tap), La familia Ness (Rodina Nessových), Deja que te coja (Jen počkej, zajíci!) y Bolek y Lolek (Bolek a Lolek).
En años más recientes la Televisión checa solo pone leyendas checas originales y crea unos nuevos cada año.
Desde el 1 de enero de 2012 el programa se movió del primer canal a ČT2 y desde los inicios de ČT :D el 31 de agosto de 2013 también se puede ver en este canal.

## El tema de apertura y de cierre
En la República Checa durante la apertura aparecía Večeníček conduciendo un coche que se convierte en un caballo de madera y después en una bicicleta. Al comienzo dice Buenas tardes (“Dobrý večer“ en checo) a los niños y al final dice Buenas noches (“Dobrou noc“). Esas frases fueron grabadas por Michal Citavý cuando tenía 6 años. Son las escenas de apertura y cierre con más historia de todo el país.
Fueron filmadas por Václav Bedřich en agosto de 1964. Los gráficos fueron diseñados por Radek Pilař y la música fue proporcionada por Ladislav Simon. 
En Eslovaquia las escenas de apertura y de cierre presentan a un hombre viejo, el Abuelo Večerníček, quien tenía su propia serie en los años ochenta. Se creía que era un pastor y con su perro vivía en una casa en la cima de una colina. El abuelo acompañado por su perro, apagaba las estrellas en el cielo como un farolero. Durante la escena de cierre, el Abuelo Večeníček y su perro se vuelven a su casa y a su perrera respectivamente. La versión original fue renovada, se mejoraron los colores y se añadió un gato.
1. ↑  «Copia archivada». Archivado desde el original el 1 de marzo de 2020. Consultado el 6 de marzo de 2020.

- Datos: Q662197